# Штовхач (буксир)

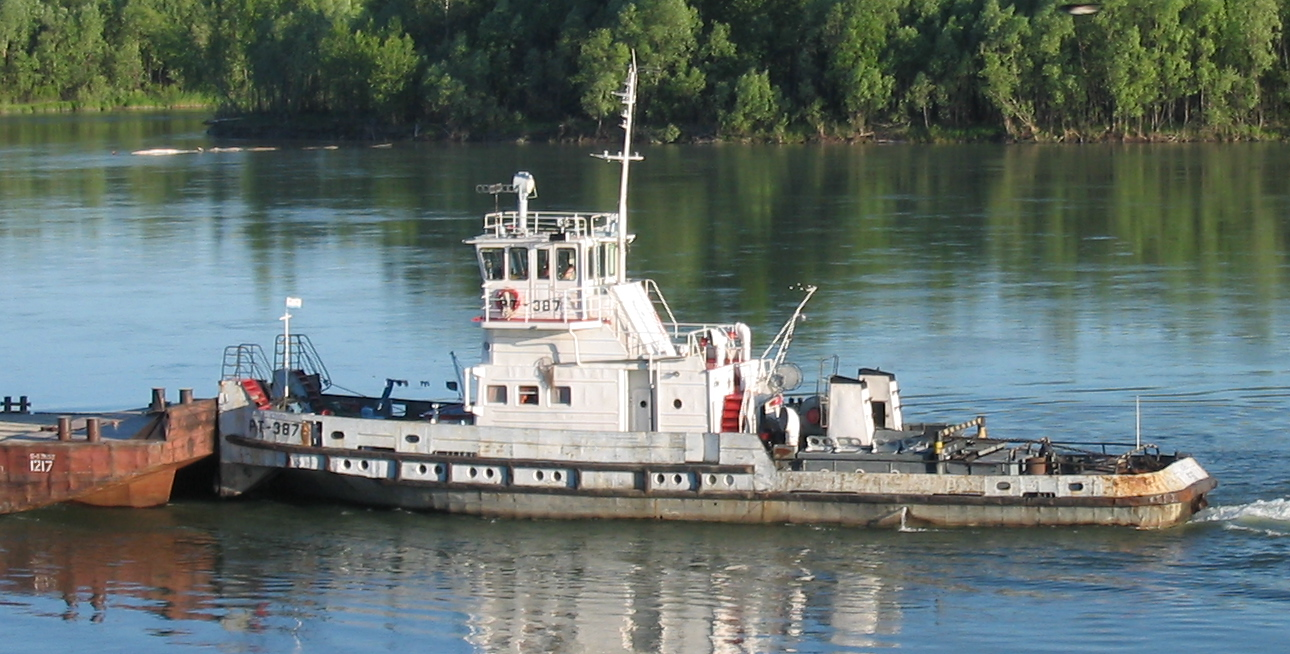
Річковий штовхач типу РТ-300

Штовха́ч, інколи буксир-штовха́ч — буксирне судно, пристосоване для водіння несамохідних плавзасобів та плавучих споруд попереду себе штовханням. Судна внутрішнього і змішаного (річка-море) плавання. Широко застосовуються на річках.

## Особливості конструкції і застосування
На відміну від буксирувальників, які тягнуть судно за собою на тросі за допомогою гака або буксирної лебідки, штовхачі мають в носовій частині спеціальні зчіпний і опорний пристрої для штовхання буксируваного несамохідного плавзасобу безпосередньо перед собою в корму.
Буксирування штовханням економічно вигідніше буксирування на тросі за рахунок різкого зниження опору води, буксирувані судна також не гальмуються кільватерним струменем від гребного гвинта буксирного судна. Штовхання забезпечує в порівнянні з буксируванням збільшення тяги до 20 % і покращує керованість составом.
Буксирні судна, що поєднують властивості штовхачів і тросових буксирів, називаються штовхачами-буксирами. Штовхання використовується ними на внутрішніх водних шляхах з незначним хвилюванням, тросове буксирування — переважно у відкритому морі. Буксирування штовханням в морських умовах застосовується обмежено через руйнування на хвилюванні зчіпних пристроїв.
Для поліпшення видимості буксири-штовхачі мають в носовій частині високу рульову рубку.